# Pagurus limatulus
Pagurus limatulus is een tienpotigensoort uit de familie van de Paguridae. De wetenschappelijke naam van de soort is voor het eerst geldig gepubliceerd in 1970 door Fausto Filho.